# Комсомол (Салаватський район)
Комсомо́л (рос. Комсомол, башк. Комсомол) — присілок у складі Салаватського району Башкортостану, Росія. Входить до складу Янгантауської сільської ради.
Через село протікає річка Юрюзань, на якій побудовано навісний пішохідний міст. Село відоме завдяки джерелу мінеральної води «Кургазак». Поблизу джерела розташовані готельні комплекси.
Населення — 221 особа (2010; 95 в 2002).
Національний склад:
- башкири — 77 %

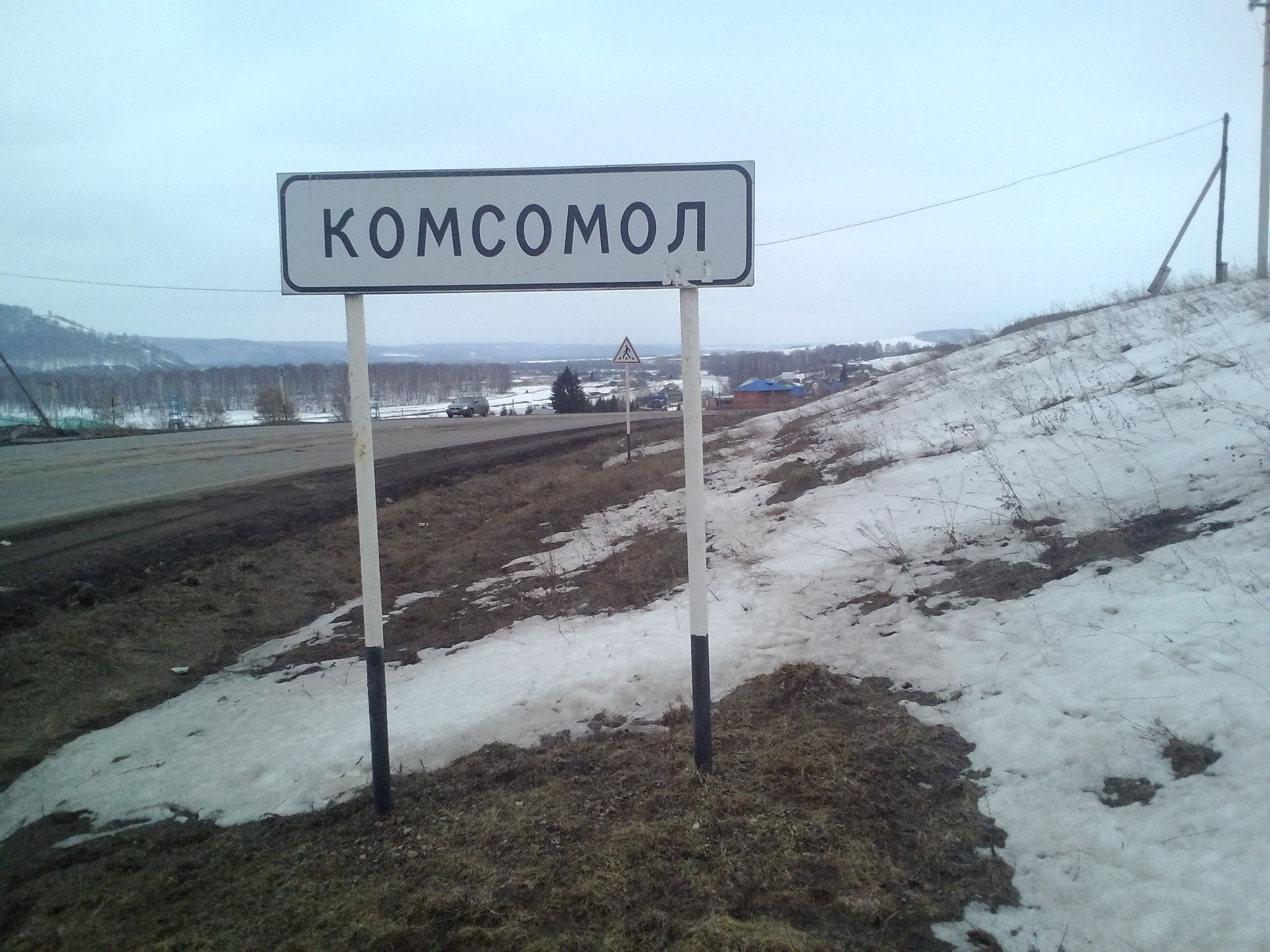
Знак при в'їзді до села
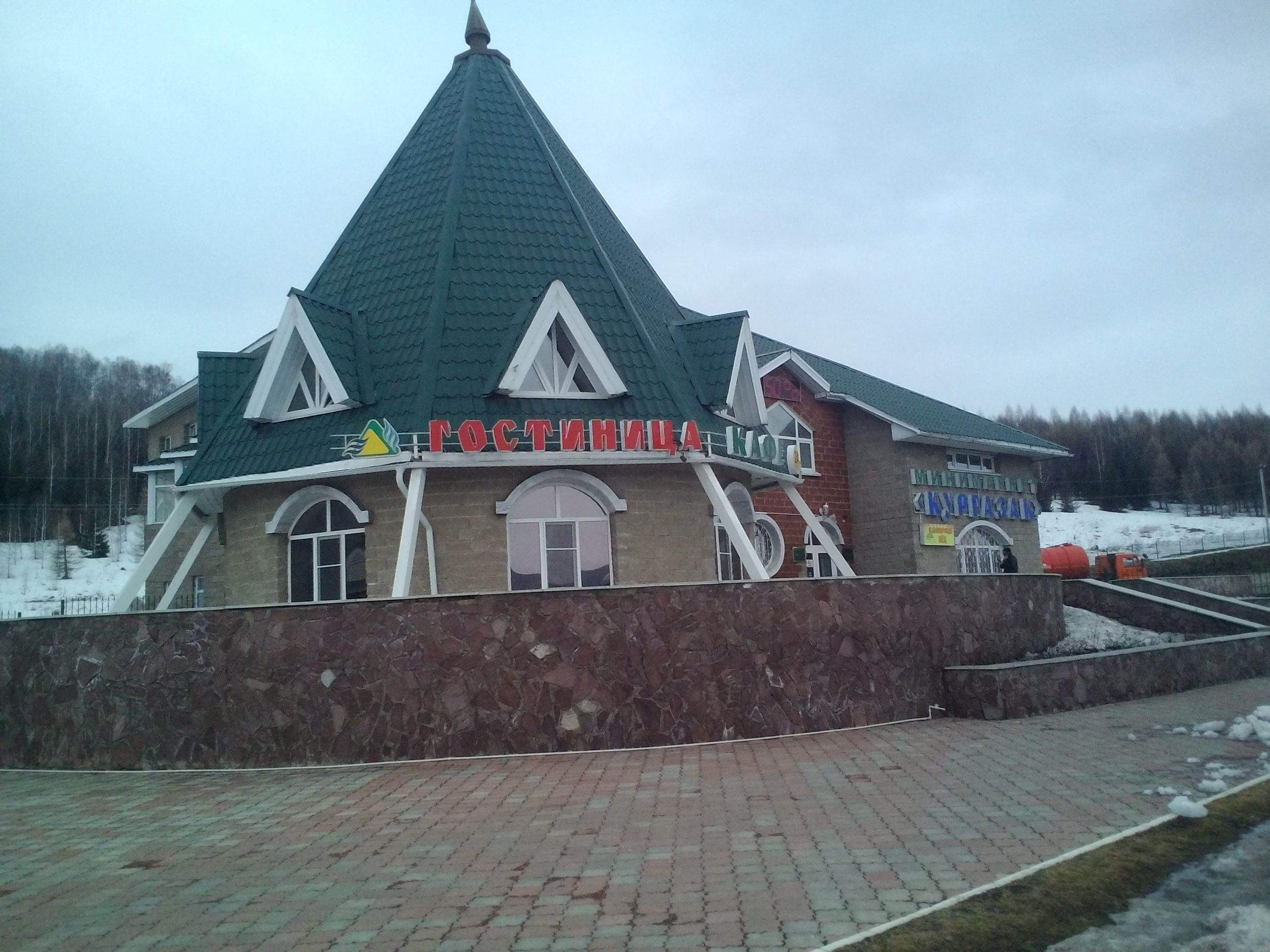
Готель
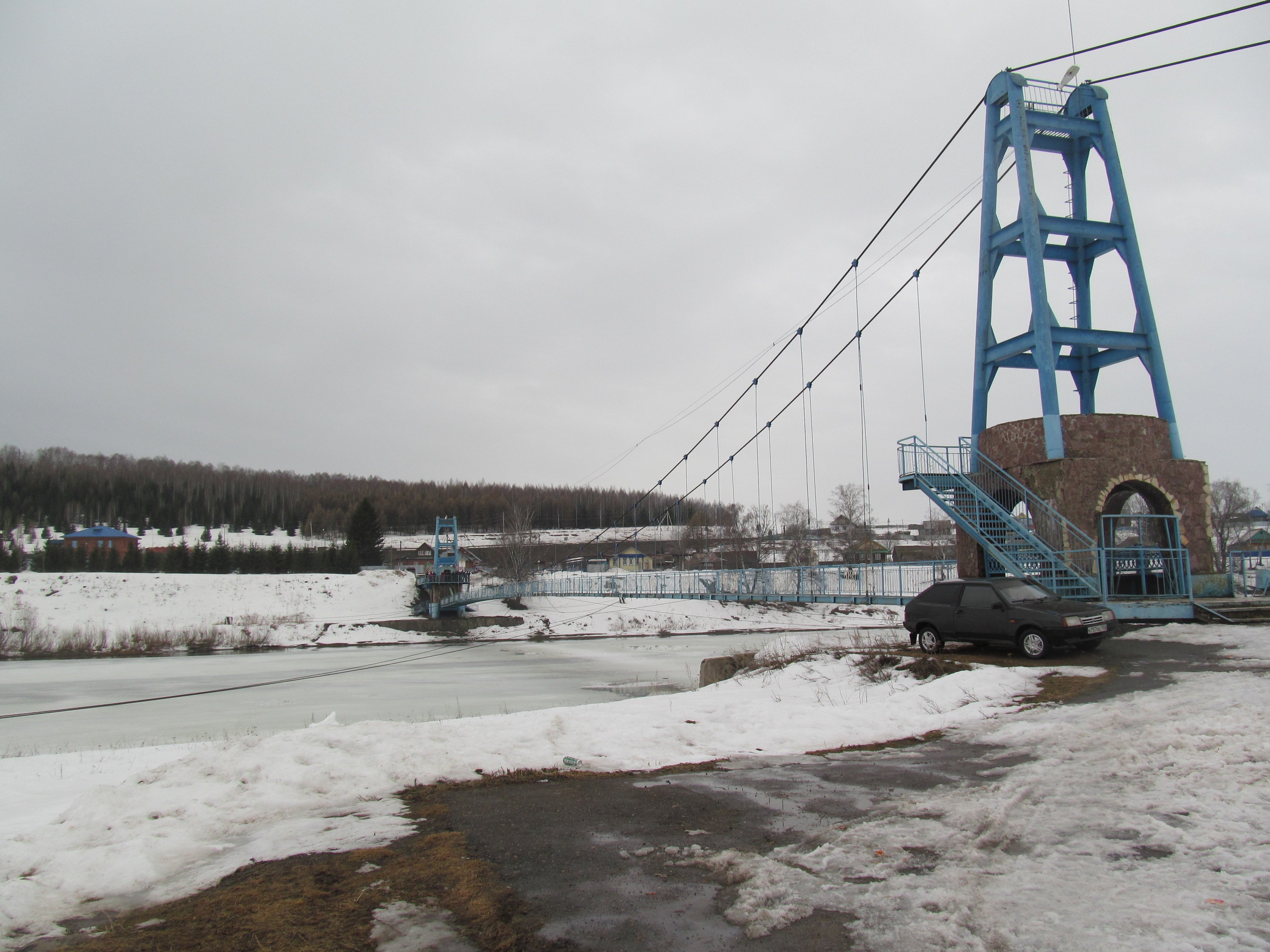
Міст через річку Юрюзань
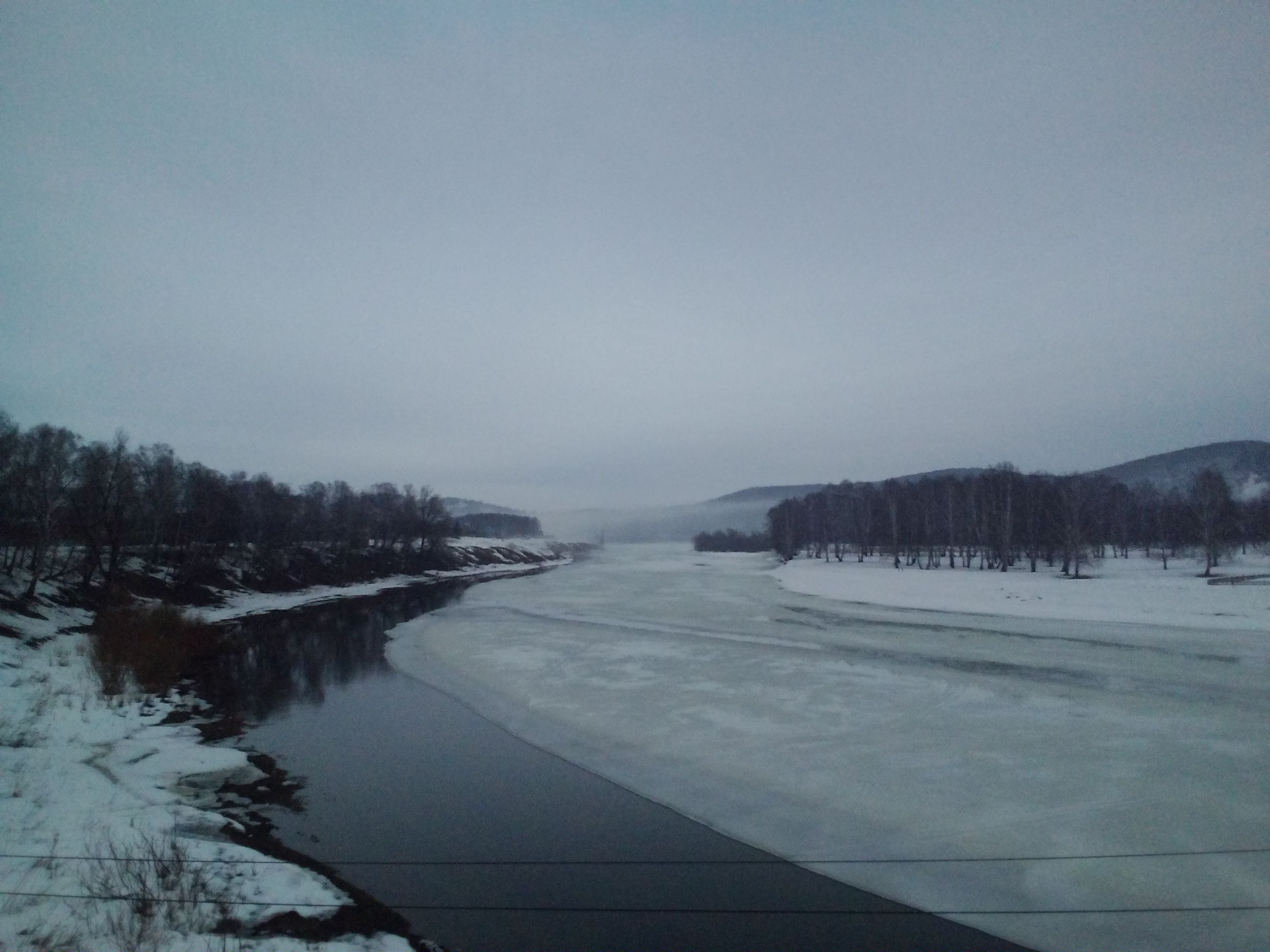
Річка Юрюзань в районі села Комсомол
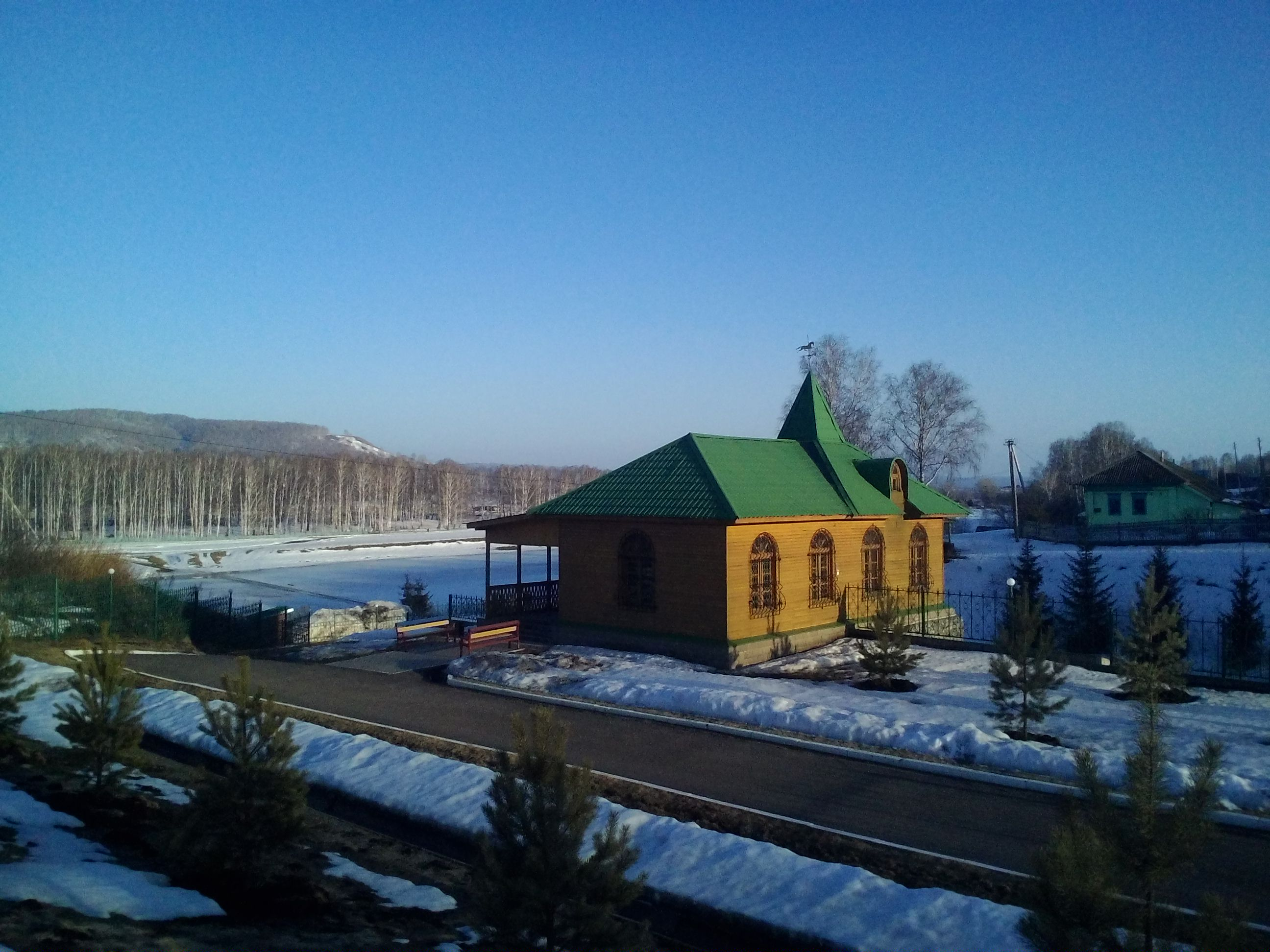
Млин